# آلپ برنی
آلپ برنیس (آلمانی: Berner Alpen) یک رشته‌کوه از رده رشته‌کوه‌های آلپ است که در غرب کشور سوئیس واقع‌شده است.